# BTV Action
bTV Action ist ein privater bulgarischer Fernsehsender, der am 27. November 2007 als TV2 auf Sendung ging. Am 4. Juli 2009 erfolgte, in Anlehnung zum ebenfalls zur Central European Media Enterprises gehörenden rumänischen Fernsehsender Pro TV, die Umbenennung in Pro.BG. Nachdem Central European Media Enterprises die bTV Media Group im Jahr 2010 formte, erfolgte die Eingliederung von Pro.BG und Umbenennung in bTV Action. Das Programm des Senders ist auf Männer ausgerichtet und enthält Filme, Serien und Sport.